# Graptemys oculifera
Graptemys oculifera (лат.) — вид американских пресноводных черепах, эндемик юга США. Можно встретить только в речной системе Перл в штатах Луизиана и Миссисипи. Откладывают яйца с середины мая до середины июня в песке, рядом с руслом реки. Количество яиц от 1 до 10 (в среднем 3—4). Ожидаемая продолжительность жизни у самок 31—37 лет, у самцов 23—26 лет. В рацион их питания входит растительная пища и некоторые насекомые.

## Описание
Кожа на голове и теле черноватая, с жёлтыми полосками. Панцирь сероватого цвета у молодых черепах и оливкового у особей постарше. Длина панциря самцов около 10 см. Самки крупнее, длина их панциря может достигать 22 см. Кольца, расположенные на панцире толще, чем у Graptemys nigrinoda. Также на панцире присутствуют шипы. У самок более короткие и узкие хвосты и чуть более объемные головы.